# SIMATIC

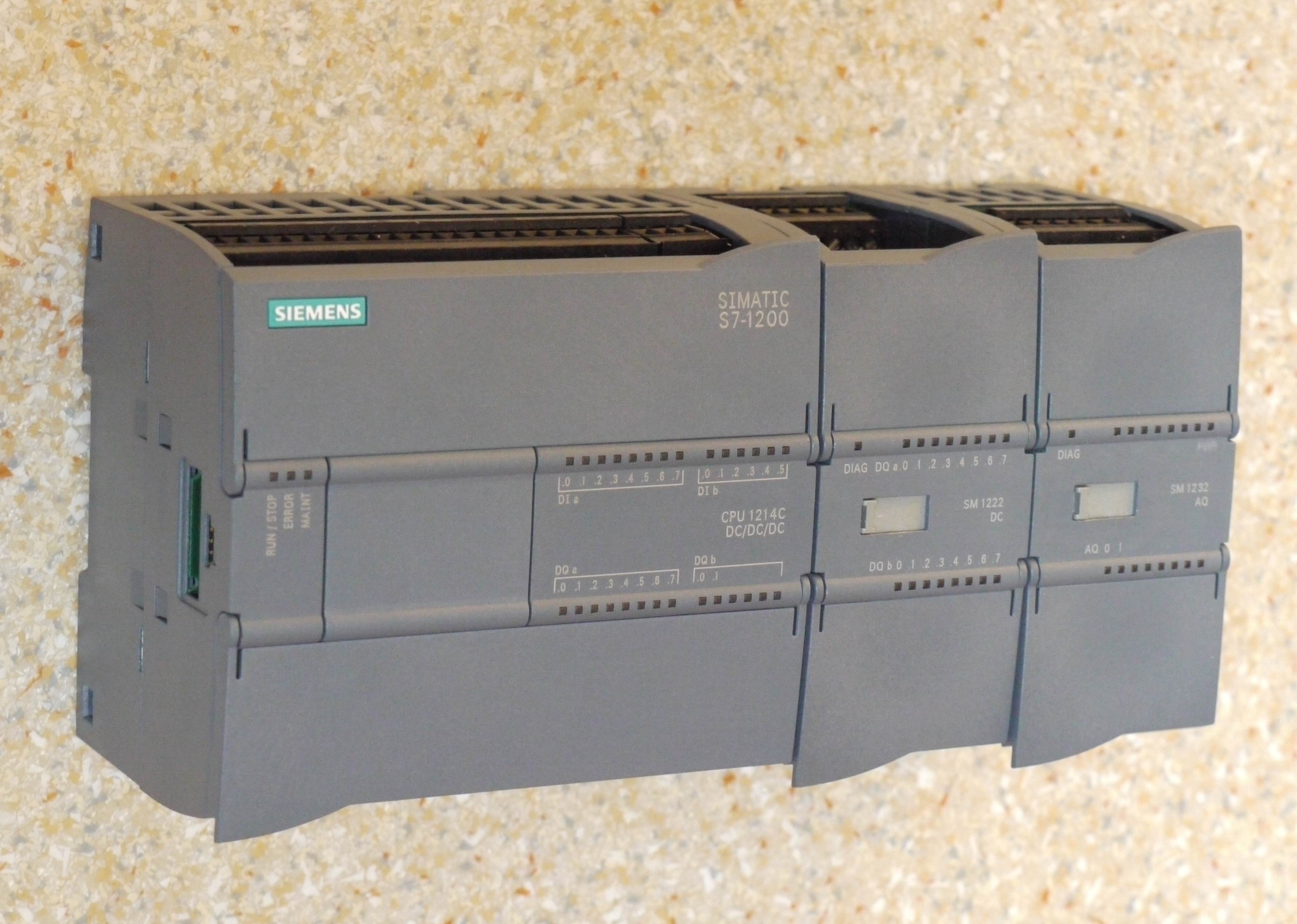
Najnowszy SIMATIC S7-1200

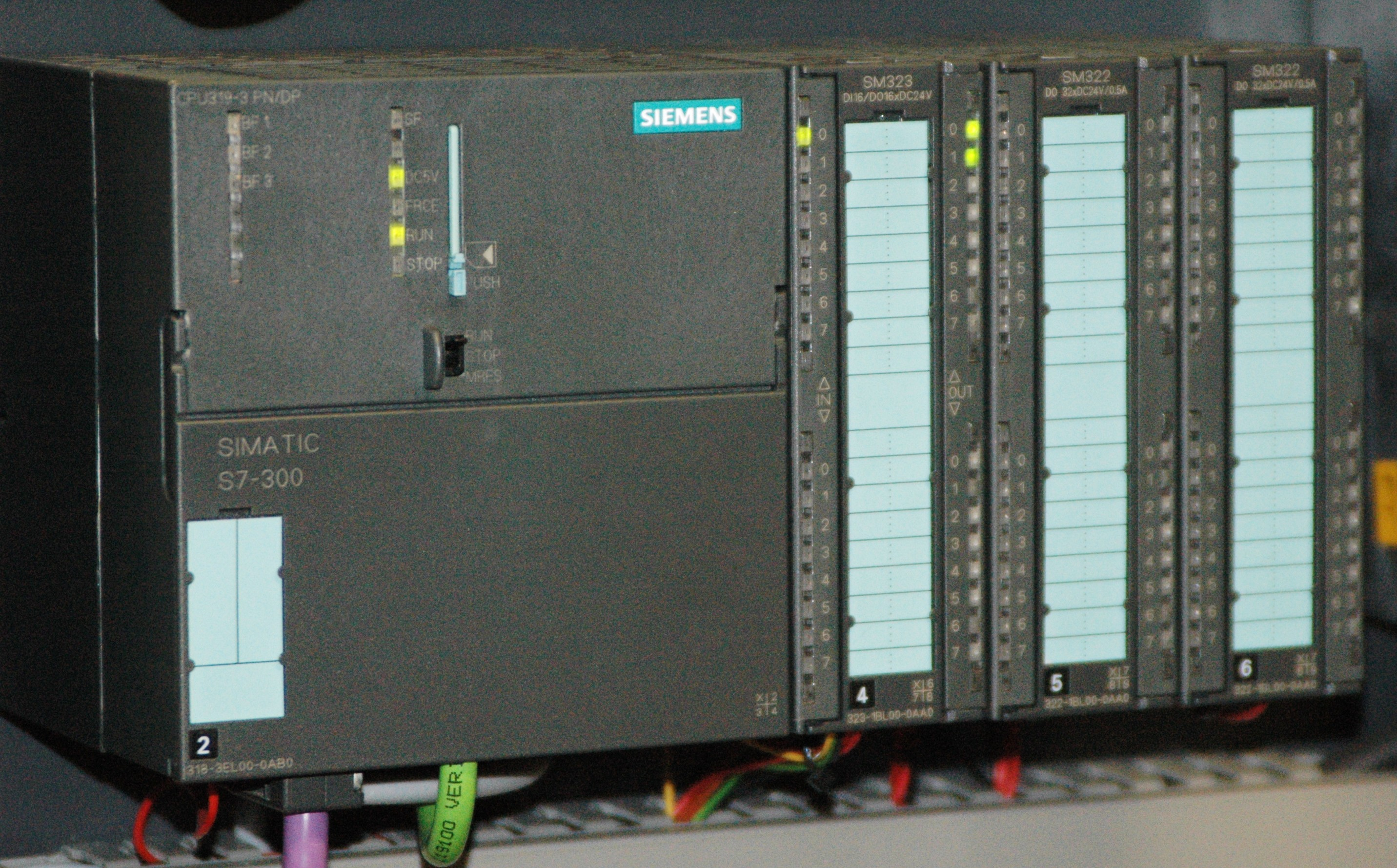
Siemens Simatic S7-300

SIMATIC – sterowniki wykorzystywane do budowy systemów automatyzacji procesów technologicznych i maszyn produkcyjnych.
Pierwszy system sterowania procesami przemysłowymi – SIMATIC G – został wprowadzony na rynek w 1958 roku przez Siemens AG. SIMATIC G był pierwszym na świecie rozwiązaniem modułowym, choć jeszcze nieprogramowalnym systemem sterowania. Zbudowany został na bazie półprzewodników germanowych w technologii RTL (Resistor-Transistor Logic). Kolejne generacje sterowników SIMATIC tj. SIMATIC N oraz SIMATIC H zostały zaprezentowane w 1964 roku i wykorzystywały już technologię DTL (Diode-Transistor Logic).
Natomiast SIMATIC C1 i C2 zbudowane zostały na bazie układów scalonych w technologii HHL (High-Noise-Immunity and Surge-Proof Logic). Obok tych sterowników rozwijana była seria wykorzystująca logikę TTL – SIMATIC C3. Systemy te łączyła jedna cecha – żaden z nich nie był swobodnie programowalny. Swobodnie programowalne sterowniki (PLC) powstały dopiero w 1973 roku – jako seria SIMATIC S3. Sześć lat później, w roku 1979, pojawiły się sterowniki serii S5, a wraz z nimi możliwość programowania w trzech językach tj.: STL (lista instrukcji), LAD (język drabinkowy) oraz FBD (język bloczków logicznych).
W 1995 roku na rynek wprowadzone zostały sterowniki SIMATIC S7,  przeznaczone już dla wszystkich gałęzi przemysłu, określanych jako Totally Integrated Automation (TIA).

## SIMATIC cechy systemowe

### Inżynieria
Możliwość integracji środowiska inżynieryjnego wraz z harmonizacją interfejsu.
 Modułowość 
- sekcje programu oraz interfejs użytkowania tworzony modułowo przez bloki wielokrotnego użycia
- moduły programu mogą zostać wywołane w systemie automatyzacji podczas jego działania
- możliwość poszerzenia funkcjonalności podczas pracy systemu

 Języki programowania 
- Six PLCopen oraz języki zgodne ze standardem IEC61131-3
- bloki kontroli ruchu certyfikowane przez PLCopen

### Komunikacja
Oparta na:  Industrial Ethernet/PROFINET, PROFIBUS, AS-Interface oraz Internet z możliwością łączenia.
 Funkcja routingu 
Dostęp do węzłów systemu przez komputery programujące z dowolnego miejsca w sieci.
 Integracja w aplikacjach biurowych 
- OPC oraz OPC XML umożliwiają połączenie aplikacji biurowych.
- Web serwer pozwala na dostęp do informacji o urządzeniach np. bufor diagnostyczny

### Diagnostyka
SIMATIC posiada zintegrowane funkcje diagnostyczne do utrzymania podzespołów automatyki. Funkcje diagnostyczne można aktywować przy użyciu SIMATIC STEP7. A dostępne informacje tekstowe mogą być wyświetlane w pięciu językach poprzez predefiniowane okno/podgląd komunikatów dla wizualizacji na urządzeniach HMI. Informacje diagnostyczne posiadają różne stopnie dokładności, generowane automatycznie na podstawie danych konfiguracyjnych – HW Config.

### Bezpieczeństwo
Zgodność z certyfikatami TÜV – IEC 62061 do SIL 3, EN ISO 13849-1 do PL e, jak i EN 954-1. Dlatego też wymagany jest tylko jeden sterownik, jeden moduł I/O oraz jeden system inżynieryjny. Co za tym idzie  funkcjonalność struktury SIMATIC jest również dostępna dla zastosowań Fail-safe. Programowanie jest zaimplementowane w środowisku STEP7 z gotowymi blokami, bądź tworzonymi przez użytkownika.

### Zabezpieczenia
Wymiana danych na wielu poziomach Collabroative Manufacturing poprzez skalowalne systemy bezpieczeństwa Defense in Depth czyli fizyczna separacja i zabezpieczenie dostępu.

### Zintegrowane funkcje technologiczne
- CPU/STEP7 dla urządzeń kompaktowych z kilkoma osiami oraz dla kanałów zegar/licznik
- ładowalne bloki programowe FB do implementacji na platformie SIMATIC
- moduły ET200S – rozwiązania rozproszone poprzez moduły I/O
- moduły funkcyjne z możliwością parametryzacji dla wymagań dokładności i dynamiki odpowiedzi
- sterowniki technologiczne